# 1639
1639 (MDCXXXIX) byl rok, který dle gregoriánského kalendáře započal sobotou.

## Události
- 4. prosinec mezi 14:57–21:54 UTC – přechod Venuše přes sluneční kotouč; událost poprvé v historii sledovali angličtí astronomové Jeremiah Horrocks a William Crabtree
- 24. říjen – Švédské vojsko vypálilo celou Zbraslav i s klášterem, byly zničeny náhrobní kameny přemyslovských hrobů

### Probíhající události
- 1568–1648 – Nizozemská revoluce
- 1568–1648 – Osmdesátiletá válka
- 1618–1648 – Třicetiletá válka
- 1635–1659 – Francouzsko-španělská válka

## Narození

#### Česko
- 12. srpna – pokřtěn Václav Schüler, císařský privilegovaný architekt a městský kameník († 31. srpna 1699)
- 01. září – František Zikmund Thun-Hohenstein, šlechtic, diplomat a vojevůdce († 3. května 1702)
- neznámé datum
  - Karel Maxmilián Lažanský z Bukové, šlechtic († 14. května 1695)
  - František Leopold Vilém Slavata z Chlumu a Košumberka, šlechtic a kanovník v Pasově († 26. ledna 1691)
  - Terezie Eleonora z Ugarte, česká šlechtična († 30. ledna 1705)
  - Amand Hermann, slezský a český františkán, filozof a teolog († 1700)

#### Svět
- 03. ledna – Éléonore Desmier d'Olbreuse, francouzská šlechtična († 5. února 1722)
- 08. května – Giovanni Battista Gaulli, italský malíř († 2. dubna 1709)
- 27. května – Laura Martinozzi, modenská vévodkyně († 19. července 1687)
- 03. července – Alessandro Stradella, italský hudební operní skladatel († 25. února 1682)
- 28. srpna – Marie Mancini, francouzská šlechtična a neteř kardinála Mazarina († 8. května 1715)
- 01. října – Alessandro Stradella, italský barokní hudební skladatel († 25. února 1682)
- 21. září – Robbert Duval, nizozemský malíř († 22. ledna 1732)
- 05. prosince – Johann Christoph Pezel, německý městský pištec a hudební skladatel († 13. října 1694)
- 22. prosince – Jean Racine, francouzský dramatik († 21. dubna 1699)
- 27. prosince – Ján Simonides, slovenský římskokatolický kněz, jezuita, mučedník († 31. říjen 1674)
- neznámé datum
  - Ivan Mazepa, ukrajinský hejtman († 22. září 1709)
  - Ignatius Croon, vlámský barokní malíř († 1667)
  - Lorenzo Gafà, maltský barokní architekt a sochař († 16. února 1703)
  - Catherine Charlotte de Gramont, monacká kněžna a milenka Ludvíka XIV. († 4. června 1678)

## Úmrtí

#### Česko
- 29. května – Jiří Vašmucius, opat cisterciáckého kláštera v Plasích (* ?)
- 02. srpna – Jakub Kryštof Rybnický, hudební skladatel a opat benediktinského kláštera v Kladrubech (* 1583)
- 21. srpna – Jindřich Václav Minsterberský, šlechtic z rodu pánů z Poděbrad (* 7. října 1592)
- 07. prosince – Otto Bedřich z Harrachu, šlechtic (* 2. září 1610)

#### Svět
- 20. ledna – Mustafa I., osmanský sultán (* 24. června 1591)
- 27. ledna – Fabrizio Verospi, italský římskokatolický duchovní (* 1571)
- 05. února – Augusta Dánská, holštýnsko-gottorpská vévodkyně (* 8. dubna 1580)
- 07. února – Orazio Gentileschi, italský malíř (* 9. června 1563)
- 25. února – pohřben Roelant Savery, vlámský a nizozemský malíř a rytec (* 1576)
- 21. května – Tommaso Campanella, italský filosof, teolog, astrolog a básník (* 5. září 1568)
- 01. června – Melchior Franck, německý hudební skladatel (* 1580)
- 20. srpna – Martin Opitz, německý básník (* 23. prosince 1597)
- 28. října – Stefano Landi, italský zpěvák, dirigent a hudební skladatel (* 26. února 1587)
- 03. listopadu – Svatý Martin de Porres, peruánský světec (* 9. prosince 1579)
- 25. prosince – Jan Kristián Břežský, lehnický a břežský kníže (* 28. srpna 1591)
- neznámé datum
  - Čchen Ťi-žu, čínský spisovatel, nakladatel, kaligraf (* 1558)

## Hlavy států
- Anglie – Karel I. (1625–1649)
- Francie – Ludvík XIII. (1610–1643)
- Habsburská monarchie – Ferdinand III. (1637–1657)
- Osmanská říše – Murad IV. (1623–1640)
- Polsko-litevská unie – Vladislav IV. Vasa (1632–1648)
- Rusko – Michail I. (1613–1645)
- Španělsko – Filip IV. (1621–1665)
- Švédsko – Kristýna I. (1632–1654)
- Papež – Urban VIII. (1623–1644)
- Perská říše – Safí I.